# .30 Newton
La munició .30 Newton va ser dissenyada per Charles Newton per a Fred Adolph, un armer, en 1913, i era originalment coneguda com a .30 Adolf Express. La Newton Arms Company (de l'anglès: Companyia Armera Newton) era l'única productora de rifles comercials que utilitzessin aquella munició. Encara que similar, no s'ah de confondre amb la .30 Belted Newton (coneguda com a .30-338), la qual era una bala diferent i no desenvolupada per Charles Newton. Encara que era acceptable per qualsevol competició Nord Americana, era una bala obsoleta i es va parar de produir. Abans de la Segona Guerra Mundial, els cartutxos carregats van ser oferts per la Western Cartridage Company. Actualment, Buffalo Arms distribueis aquesta munició, encara que descarregada.